# Пагано, Бартоломео
Бартоломео Пагано (итал. Bartolomeo Pagano; 24 сентября 1878, Генуя, Лигурия, Италия — 24 июня 1947, Генуя, Лигурия, Италия) — итальянский киноактёр. Звезда немого кино Италии.

Бартоломео Пагано — Мацист

## Биография
Он родился в Сант-Иларио-Лигуре (в настоящее время входит в муниципалитет Генуи). До начала карьеры в кинематографе, работал грузчиком в порту Генуи. Там в 1914 году его увидели и пригласили сыграть роль Мациста, мускулистого римлянина-раба, в классическом немом кино «Кабирия» режиссёра Джованни Пастроне (прообраз жанра «пеплум»). Кинокартина была снята в 1914 году и стала очень популярной, а Мацист превратился в нарицательного персонажа.
Фильмы с участием киногероя Мациста продолжали снимать в течение многих лет. Б. Пагано стал международной кинозвездой и юридически изменил своё имя на Мациста. Под этим именем снимался во многих фильмах в 1914—1926 годах. 
В последние годы «немого» кино снялся в фильмах «Возчик с Мон-Сени» (1926), «Гигант доломитов» (1926), «Последние цари» (1928), а также «Юдифь и Олоферн» (1929), где Мацист в последний раз появился на кино экране в роли Олоферна. В 1929 году актер навсегда покинул кино из-за проблем со здоровьем. Это совпало с началом звукового кино и общей сменой тенденций. 
Актер женился и жил с семьёй в своем родном городе Генуя, Он провёл последние годы жизни в инвалидной коляске, обездвиженный, страдая из-за ревматоидного артрита. Мацист умер в Генуе в 1947 году, в возрасте 68 лет.

## Культурное влияние
Мацист в исполнении Бартоломео Пагано был настолько популярен, что об этом упоминается в романе Ильфа и Петрова «Двенадцать стульев»: «Ипполита Матвеевича за большой рост, а особенно за усы, прозвали в учреждении Мацистом, хотя у настоящего Мациста никаких усов не было».
В каком-то смысле именно Мацист ввел в кино образы силачей, которых в дальнейшем играли культуристы: персонаж Мациста в исполнении других актёров вновь возник в 1960-е гг. в итальянских коммерческих приключенческих и комедийных фильмах.

## Избранная фильмография
- 1914 — Кабирия
- 1917 — Мацист-атлет
- 1918 — Мацист-полицейский
- 1918 — Мацист-спортсмен
- 1924 — Император Мацист
- 1926 — Мацист против шейха
- 1926 — Мацист в клетке со львами
- 1926 — Мацист в аду
- 1927 — Гигант доломитов
- 1927 — Курьер Монченисио
- 1928 — Последние цари
- 1929 — Юдифь и Олоферн — Олоферн / Джованни Морено